# 白花紫金牛
白花紫金牛（学名：Ardisia merrillii）为报春花科紫金牛属下的一个种。

## 扩展阅读
維基物種上的相關：白花紫金牛